# Аполду-де-Сус
Аполду-де-Сус (рум. Apoldu de Sus) — село у повіті Сібіу в Румунії. Адміністративно підпорядковане місту М'єркуря-Сібіулуй.
Село розташоване на відстані 237 км на північний захід від Бухареста, 25 км на захід від Сібіу, 104 км на південь від Клуж-Напоки, 140 км на захід від Брашова.

## Населення
За даними перепису населення 2002 року у селі проживали 1455 осіб.
Національний склад населення села:
| Національність | Кількість осіб | Відсоток |
| -------------- | -------------- | -------- |
| румуни         | 1013           | 69,6%    |
| цигани         | 364            | 25,0%    |
| німці          | 74             | 5,1%     |

Рідною мовою назвали:
| Мова      | Кількість осіб | Відсоток |
| --------- | -------------- | -------- |
| румунська | 1371           | 94,2%    |
| німецька  | 74             | 5,1%     |
| циганська | 6              | 0,4%     |